# Sumner (Illinois)
Sumner es una ciudad ubicada en el condado de Lawrence en el estado estadounidense de Illinois. En el Censo de 2010 tenía una población de 3174 habitantes y una densidad poblacional de 897,79 personas por km².

## Geografía
Sumner se encuentra ubicada en las coordenadas 38°42′56″N 87°52′00″O / 38.71556, -87.86667. Según la Oficina del Censo de los Estados Unidos, Sumner tiene una superficie total de 3.54 km², de la cual 3.54 km² corresponden a tierra firme y (0%) 0 km² es agua.

## Demografía
Según el censo de 2010, había 3174 personas residiendo en Sumner. La densidad de población era de 897,79 hab./km². De los 3174 habitantes, Sumner estaba compuesto por el 44.77% blancos, el 46.98% eran afroamericanos, el 0.25% eran amerindios, el 0.28% eran asiáticos, el 0.03% eran isleños del Pacífico, el 6.96% eran de otras razas y el 0.72% pertenecían a dos o más razas. Del total de la población el 12.7% eran hispanos o latinos de cualquier raza.